# 史考特·泰勒
史考特·泰勒（Scott W. Taylor，1979年6月27日—）是美國維吉尼亞州的一位政治家。在從政之前他是海豹部隊的成員。泰勒的黨籍是共和黨。2008年，他曾參選維吉尼亞海灘市長。2014年開始他出任維吉尼亞州州議會議員。他在2016年代表共和黨競選維吉尼亞州第二選區的眾議員。